# لوس ألكاثاريس
بلدية لوس ألكاثاريس (بالإسبانية: Los Alcázares) هي بلدية تقع في منطقة مرسية جنوب شرق إسبانيا.

## الديموغرافيا
بلغ عدد سكان بلدية لوس ألكاثاريس 16.217 نسمة عام 2011 (وفقاً للمعهد الوطني الإسباني للإحصاء).
| 5.501 | 6.877 | 9.159 | 12.264 | 14.077 | 15.619 | 16.217 |

## توأمة
للوس ألكاثاريس اتفاقيات توأمة مع كل من:
- كورتشي
- كارتاخينا